# Bernat d'Abbeville
Bernat de Tiron, de Ponthieu o d'Abbeville (Abbeville, Somme, Picardia, 1046 - Thiron-Gardais, Eure-et-Loir, Centre, 1117) fou un monjo i abat benedictí francès, fundador de l'Orde de Tiron. És venerat com a sant per diverses confessions cristianes.

## Orígens
Nascut prop d'Abbeville (Somme) en 1046, Bernat va deixar la seva terra en fer els vint anys i marxà cap a Aquitània. Ingressà com a monjo al monestir benedictí de Sant Cebrià, prop de Poitiers i fou després prior del de Saint-Savin-sur-Gartempe, on intentà de corregir la disciplina laxa i l'abandonament del rigor de la Regla de Sant Benet que hi va trobar. Després de vint anys de prior, marxà per fer vida eremítica i s'instal·là al bosc de Craon (Anjou), on es posà sota la direcció espiritual de Robert d'Arbrissel, que després fundaria l'Orde de Fontevrault, i on coneixeria altres reformadors monàstics com Vidal de Savigny i Raül de La Futaie. Visqué en una ermita vora les ruïnes d'una església dedicada a Sant Medard, probablement a Saint-Mars-sur-la-Futaie, amb l'eremita Pere, que havia estat torner de fusta i que li ensenyà l'ofici.
Els monjos de Poitiers el buscaven perquè hi tornés, i en saber-ho, Bernat fugí a l'illa de Chausey, on visqué en una cova un temps. Tornà als boscos del Maine i visqué en una ermita de Fontaine-Géhard (avui a Châtillon-sur-Colmont), on hi havia altres anacoretes i molts més foren atrets per la seva presència. Aquesta fama arribà a Poitiers i el vell abat Renault cridà Bernat a Sant Cebrià, Bernat hi tornà i reprengué la vida de monjo. Fou elegit abat del monestir a la mort de Renault, però poc després, però, arran d'un conflicte amb l'Abadia de Cluny, renuncià al càrrec. El novembre de 1100, al Concili de Poitiers, Bernat, amb Robert d'Arbrissel, s'havien oposat a les amenaces del Duc d'Aquitània, i Cluny va voler quedar-se la seva abadia.

## Fundació de la comunitat monàstica
Marxà novament i predicà la reforma del clergat amb Robert d'Arbrissel i Vidal de Savigny. Viatja a Roma a instància del seu antic monestir de Sant Cebrià, i exposa a la Santa Seu el plet amb Cluny. En tornar, es retira de nou a la vida eremítica a Chausey, però una invasió de pirates fa que en marxi i torni als boscos del Maine, ara a Chêne-Douet, prop de Fougères. Va voler establir-se a La Guierche, on constituí una comunitat amb els deixebles que s'hi havien aplegat. No obstant això, la proximitat de la comunitat fundada per Vidal de Savigny feia difícil que s'hi desenvolupés. Va marxar llavors a La Perche, en terres del comte Rotrou III el Gran, que li oferí Arcisses (Brunelles) perquè s'hi establís. La mare del comte, favorable als cluniacencs, s'hi oposà i en revocà la donació. Rotrou donà a Bernat una altra terra al bosc, prop de l'actual vila de Thiron Picardia), i Bernat hi edificà el primer monestir (avui en queda una capella dedicada a Santa Anna, prop d'un estany) i hi celebrà la primera missa la Pasqua de 1109, amb el bisbe Iu de Chartres. Els cluniacencs del proper monestir de Saint-Denis de Nogent van presentar objeccions al lloc i Bernat va deixar-lo; amb l'autorització del bisbe de Chartres, s'establí a la parròquia de Gardais, on s'aixecà el monestir de Tiron en 1114.

## Orde de Tiron
Bernat havia establert una regla de vida que es basava en la Regla de Sant Benet, interpretada de manera similar a la dels cistercencs, que n'emfatitzaven l'austeritat i el retir, i el compliment rigorós de la regla, donant molta importància al treball manual. Al monestir, cada monjo mantenia l'ofici que havia tingut abans d'ingressar-hi; així, hi havia fusters, ferrers, tallistes, picapedrers, pagesos, etc., que feren de les abadies tironines importants centres d'artesania i innovacions en tècniques agrícoles. Vestien hàbit gris i foren anomenats, per això, monjos grisos.
Quan el monestir de Tiron va arribar als cinc-cents monjos, dos-cents en foren enviats fora a fundar priorats que dependrien de Tiron. Així, es formà la Congregació de Tiron, branca benedictina que s'estengué per la regió, Anglaterra i Escòcia, on la reputació de rigor de l'orde va fer que fossin cridats pel rei David I d'Escòcia perquè colonitzessin terres escoceses fundant-hi comunitats.
Bernat morí a la casa mare de la congregació, l'abadia de la Sainte-Trinité de Tiron, el 14 d'abril de 1117.